# 시빅 해킹
시빅 해킹(Civic Hacking)은 시민들이 새로운 도구와 접근 방법을 사용하여 신속하고 창의적으로 협업함으로써 그들의 도시 또는 정부시스템을 개선시켜 나가는 사회운동이다. 사회 참여의 한 형태로 코딩과 데이터 공개, 비주얼라이제이션 등을 사용하여 정부 데이터를 공공에게 게시하고 도시의 삶을 좀 더 편리하고 가치있게 만들어 주는 것을 목표로 한다. 시빅해킹은 개발자가 주축이 되는 활동으로 사회운동에 오픈소스 운동을 접목시켜 집단지성을 활용, 사회문제를 해결하고자 하며 한 번 개발한 솔루션은 인터넷 상에 공개하여 다른 지역에서도 사용 가능하도록 한다. 시빅 해킹을 본격적으로 촉발시킨 비영리기구 CodeForAmerica에 따르면 시빅 해킹에서 "시빅(Civic)"은 도시, 시민, 또는 시민권을 의미하며 "해킹(Hacking)"은 문제를 빠르거나 창의적으로 해결하는 일을 뜻한다. 즉, 여기서 해킹은 '문제를 해결하는 행위'라는 의미에 초점을 두고 있다. CodeForAmerica에서는 해킹의 정의로서 "해킹은 무언가를 재빠르게 짓거나 어떤 것까지 가능한지 한계를 시험하는 것"이라는 마크 저커버그의 정의를 채택하고 있다.
어원 상 핵티비즘과 유사해 보일 수 있으나 정부가 자발적으로 공개한 데이터 또는 시민들이 자발적으로 기여하여 형성한 데이터를 재가공하는 합법적 공공 활동이라는 점에서 어원만 비슷할 뿐 활동은 완전히 다르다. 위에서 말한 바와 같이 시빅 해킹의 해킹은 서버를 무력화하거나 보안장치를 뚫는 의미의 의미로서 해킹이 아니라 '문제를 해결하는 시도'로서 해킹의 뜻을 뜻을 가진다. 시빅 해킹은 크래킹 또는 서버 무력화 등을 시도하지 않는다. 아나키즘 또한 의도하지 않는다. 오히려 각국 정부 역시 시빅 해킹 활동을 인정하고 시빅 해커들과 협업하여 공공 서비스를 개선하려는 움직임을 보이고 있다.
미국 나이트재단은 시빅해킹 운동을 연구한 보고서에서 시빅해킹 운동이 크게 ‘열린 정부’와 ‘공동체 활동’ 부문으로 나뉜다고 분석했다. 열린 정부 부문은 정부가 공개한 공공데이터를 활용하는 활동이 많다. 데이터 접근성과 투명성 제고, 데이터 활용, 공적 의사 결정, 주민 의견수렴, 데이터 시각화 및 매핑, 투표 등이다. 공공 데이터 개방 운동의 움직임과 함께 발전했으며 데이터와 활동을 투명하게 공개하는 열린 정부 2.0을 목표로 정보를 공공에 공개하고 이를 통해 가치있는 변화를 이끌어 내고자 한다. 마크업 언어로 잘 정돈된 공공 데이터를 찾는 것이 좋으므로 data.gov 등에서 유의미한 공공 데이터를 찾는 것이 중요하다. 공동체 활동에는 시민들이 직접 교류하게 돕는 작업이 많다. 시민 크라우드펀딩, 공동체 조직, 정보 크라우드소싱, 이웃 포럼, P2P 공유 등이다.

## 참여 주체
시빅 해킹은 보통 개발자가 중심이 되어 정부 데이터를 시각화하거나 시민의 삶을 편하게 만들어 주는 서비스 개발을 목표로 하지만 시빅 해커는 도시와 공동체의 문제를 해결하고자 하는 사람이라면 디자이너, 데이터 과학자, 시민운동가, 기업가, 정부 직원 모두가 될 수 있다. 시빅 해커는 코드포아메리카(CodeForAmerica)와 같은 비정부기구에서 일하거나 Azavea와 같은 공간정보 기반 영리조직에서 일하기도 하고 취미로 시빅해킹을 하기도 한다. 해커톤을 통하여 아이디어를 빠르게 기획하고 이후 지속적으로 서비스를 유지해 나가기도 한다.
- 프로그래머: 시빅해킹은 기술적 솔루션을 기반으로 공공의 문제를 해결하고자 하므로 프로그래머의 서비스 개발이 중요하다.
- 디자이너: UX를 통하여 정부 2.0 운동을 촉진시키고 보다 편리한 서비스를 시민에게 제공할 수 있다.[7]
- 시민: 시빅해킹은 시민에 의한, 시민을 위한 서비스이다. 시민이 제공하는 데이터는 시빅 해킹 서비스의 기반이 된다. #메르스 확산지도 등 미리 정의된 공공 데이터 자료를 이용하지 않는 서비스는 시민의 자발적 참여를 통한 데이터 개선이 필수적이다. 또 #소화전 입양하기 등 실제 행동을 촉발하기 위한 시빅 해킹 프로젝트의 경우 시민의 실제 참여로 이어지는 것이 중요하다.

## 역사
시빅해킹은 공공데이터 개방 운동이 진행되며 정보 개방성 및 빅데이터가 부상하던 환경에서 시작되었다. Andrew R. Schrock과 Joshua Tauberer의 의견을 종합하면 시빅 해킹 운동의 주요 사건들은 다음과 같다.
- 정부 2.0 또는 전자 정부 개념의 등장: 전자 정부의 개념이 등장하며 정부 데이터의 공공 개방에 대해서도 목소리가 높아졌다.
- 선라이트 재단(Sunlight Foundation)의 설립
- Transparency Camp 최초 시행: 2009년 2월 28일에 최초의 Transparency Camp가 실시되었다.
- Data.gov 설립: 2009년 5월 21일에 미국 정부 데이터를 공개한 data.gov 사이트가 설립되었다.
- CodeforAmerica 설립: 2009년 9월 15일 시빅해킹을 크게 부흥시키기 시작한 CodeforAmerica가 설립되었다. 2009년 Jennifer Pahlka가 정부 2.0 서밋 도중 아이디어를 떠올린 후 지금에 이르고 있다. 전세계적으로 시빅 해킹 커뮤니티를 펠로우십 프로그램을 통해 운영하고 다양한 이벤트를 열며 시빅 해킹을 대중화 하고 있다. 또 '소화전 입양하기' 등 유명한 시빅 해킹 프로젝트들을 제작하며 시빅 해킹을 보급하는 데 크게 기여하였다.

## 장점
Code for America가 정리한 바에 따르면 시빅 해킹은 10가지 장점을 지닌다.
1. 정부와 시민이 모여 혁신을 이루는 장을 만든다: Code for America와 연관된 Brigade (한국도 브리게이드에 속해 있음) 네트워크 내에서만 25개 도시에서 핵나잇이 매주 이루어지고 있다. 핵나잇에는 정부 관계자와 도시 공학자, 개발자 등이 모두 참가한다.
2. 디지털 시대의 시민이 정부 행정과 창의적 문제 해결 과정에 참여하도록 독려한다: Code for America의 샌디에고 지부장 Jeff Johnson은 시의회에 참가하여 크라우드 소싱과 정부 투명성에 대하여 발언하기도 했다.
3. 돈을 벌 수도 있다. 실제로 NYC BigApps 경진대회에서 우승한 서비스들은 BMW 등의 투자를 받고 상용화 되기도 했다.[11]
4. 정부의 행정적 의사결정에 대하여 인사이트를 제공한다: 오클랜드의 Open Budget Oaklannd 등 운동은 정부 예산이 어떻게 쓰이는지 정보를 제공한다.
5. 기술을 통해 공동체에 대한 봉사를 가능하게 한다: Adopt-a 시리즈(하단 해외 사례 참고) 등을 통해 공동체의 봉사를 가능하게 한다.
6. 새로운 기술을 가르쳐준다: 핵나잇, 해커톤, 시티캠프 등 시빅 해킹 행사에서는 깃허브, 지리 정보 체계, 데이터 시각화 등 기술을 사용한다.
7. 시빅 해커 간 네트워크를 형성한다.
8. 시민들이 스스로 자신을 돕도록 독려한다.
9. 정부에게 요구되는 기술 수준이 충족되도록 돕는다: 시민들의 기술적 기대는 높은 반면 정부에서 기술 수준에 투자할 수 있는 금액은 매우 적다. 시빅 해킹은 어떤 기대 수준까지가 현실적인지 스스로 알게 도와준다.
10. 기술인력과 비기술인력을 연결한다.

## 영향
Andrew R. Schrock에 따르면 시빅 해킹의 공공데이터 개방 운동은 개인이 데이터를 대하는 방식을 다섯 가지로 바꾸어 놓았다. 그에 따르면 시빅 해킹에 영향을 받은 정치 참여 및 데이터 대면 방식은 다음과 같다.
- 요청(Requesting): 공공데이터 개방 운동이 확산되고 있으나 아직 정부 정보는 외부인이 찾기 쉽지 않을 때가 많다.[8] 따라서 시빅 해커들은 필요한 정보를 직접 정부에 요청하게 되었다.

- 소화(Digesting): 소화(Disgesting)이란 정보를 해석하고 사용하는 행위이다. 시빅해커는 전통적으로 기자가 이야기를 만들기 위해 행해왔던 활동을 기술적 지식과 알고리즘을 기반으로 해낼 수 있다.

- 공헌(Contributing): 시빅 해킹이 발달함에 따라 애플리케이션을 활용하여 데이터 셋에 공헌하는 활동이 보급되기 시작했다. SeeClickFix와 같은 서비스를 활용하면 일반 시민들도 쉽게 데이터를 형성하는 데 기여할 수 있다. 데이터 공헌 활동은 풀뿌리 민주주의의 모바일 디바이스 사용이 증가함에 따라 함께 증가하는 경향이 있다.[12]

- 모델링(Modeling): 모델링은 코드와 개방 데이터를 활용하여 프로토타입을 만드는 활동을 일컫는다.

- 대항(Contesting): 대항(Contesting)은 아직 데이터가 사용되지 않았던 방법을 위해 크라우드 소싱된 데이터 또는 프로토타입을 사용하는 행위를 일컫는다. 대항은 모델링과 비슷하지만 기존 체제에 대하여 설득하기 위한 목적보다는 기존 체제의 문제점을 드러내는 데 그 목적이 있다.[8] 그 예로 마이클 브라운 총격 사건이 발생한 당시 지역 경찰들에게 점수를 매기기 위하여 만든 앱 Five-O 등이 있다.

## 국내 및 해외 관련 단체
- '코드포-' 커뮤니티: ‘코드포 -’ 커뮤니티는 시빅해킹을 통해 도시를 개선시키고 공론장에 참여하고자 하는 시민들의 전세계적 커뮤니티이다. 우리나라를 포함해 미국, 독일, 일본 등 약 11개국의 100여 군데에 달하는 도시들이 이러한 커뮤니티를 형성하여 자신들이 살고 있는 도시를 위해 활동을 하고 있다. 개발자, 디자이너 뿐만 아니라 모든 시민들이 함께 참여하는 커뮤니티이다. 오픈소스, 오픈데이터 등의 분야를 활용하여 도시가 가진 문제를 해결하고 시민들에게 도움이 될 수 있는 웹, 앱서비스를 개발함을 목표로 한다.[13]
  - 코드포아메리카(영어판)(CodeforAmerica): 코드 포 아메리카는 매년 20-30명의 개발자, 디자이너, 연구자 등을 펠로우로 선발해 1년 동안 활동비를 지원한다. 2015년 5월 현재 27명의 펠로우와 10개 도시와 협력하고 있다. 이들은 지방 정부와 협력해 기술을 개발하고, 문제를 해결하기 위해 새로운 접근 방법을 시도하며, 도시와 공동체의 과제들을 해결하기 위해 노력한다.[14] 이때 지방 정부는 사업을 주도하는 주체가 아니라 지원자이자 협력자로서 펠로우와 함께한다.[15]
  - 코드나무: 코드포서울(CodeforSeoul)을 운영하는 자발적 커뮤니티이다. 코드포서울은 서울이 가진 문제를 해결해보기 위해 모인 서울 시민들의 커뮤니티로 아래 '국내 프로젝트 사례' 중 '지켜보고 있다 대한민국 재정 프로젝트' 등을 진행했다. 매주 핵나잇을 운영하여 서비스를 개선하고 새로운 서비스를 기획하고 있다.[16]

- 팀포퐁: 한국의 정치 전문 시빅 해킹 커뮤니티이다. 기술을 바탕으로 정치를 보다 쉽게 풀이하고자 하는 무소속, 비영리단체이다. 국회 내에서 생성되는 데이터를 사용하기 쉽도록 API로 가공하여 공개하고 직접 서비스를 제작한다.[13]

## 해외 사례
시빅 해킹의 일환으로 진행된 활동 중 대표적인 사례는 다음과 같다.

### 프로젝트
- 내 돈은 어디로 가나(Where Does My Money Go): 정부가 공개한 세출 내역을 데이터로 변환하여, 국민이 낸 세금을 세출 내역과 비교하고 어느 분야에 얼만큼 정부가 투자하고 있는지 비교하게 도와준다. 국민의 세금이 어떤 영역에 쓰이는지, 주로 어떤 지역에서 쓰이는지 등을 시각화 하여 보여준다. 영국에서 시작되었으며 한국에서도 코드포서울 그룹이 Where Does My Money Go Korea를 만들어 운영하고 있다.

- 소화전 입양하기(Adopt A Hydrant) 보관됨 2016-05-03 - 웨이백 머신: 2011년 10월 말 미국 동부에 폭설이 내려 정전 피해, 쓰러진 전봇대에 의한 화재피해, 인명피해 등이 발생했을 때 소화전이 눈에 묻혀버려 활용하지 못한 것에서 착안해 만들어진 시빅 해킹 프로젝트이다. 지도에 소화전의 위치를 표시해 시민이 소화전을 '입양'할 수 있도록 했다. 소화전을 입양한 시민은 그 소화전 주변의 눈을 치우고 소화전을 관리한다. 코드포아메리카(CodeForAmerica)가 진행한 프로젝트이다. 이후 호놀룰루의 '사이렌 입양하기' 프로젝트, 시애틀의 '배수구 입양하기' 프로젝트 등으로 발전하였다.
  - 사이렌 입양하기: 호놀룰루시가 쓰나미를 예방하기 위해 쓰나미 경보장치를 섬 곳곳에 배치하였으며 경보장치의 도난을 막기 위해 만든 웹사이트이다.
  - 배수구 입양하기 보관됨 2016-06-27 - 웨이백 머신: 시애틀과 오클랜드에서 홍수 때 배수를 더 잘할 수 있도록 배수구를 시민에 입양시키는 프로그램이다.

- One Bus Away: 교통 관리 담당국, 회사, 연구팀, 그리고 관심있는 개인들이 모여 만든 버스 및 지하철 도착 안내 모바일 애플리케이션이다. 미국 다수 지역에 교통 정보를 공급하고 있으며 API도 제공한다.

- Click-That-Hood: 게임 형식으로 지도에서 각 지역이 위치한 곳을 찾아 클릭하며 세계의 도시들이 어느 곳에 있는지 공부할 수 있는 사이트이다. Code For America의 2013 펠로우십 프로그램을 통하여 제작되었다. 각 도시 데이터를 추가하고 싶은 경우 어떻게 해야 하는지 깃허브에서 자세한 튜토리얼을 제공한다.

### 행사
- National Day of Civic Hacking: #코드포아메리카가 매년 진행하는 시빅 해킹 기념일이다. 다수의 도전과제(Challenge)를 제시하고 각 지역에서 해커톤을 개최하여 도전과제 별로 다큐멘테이션을 진행한다.

- CodeAcross: 전세계적으로 같은 주 주말에 열리는 이벤트로 전세계적으로 Code For America 의 지부별로 모여 시빅 해킹 모임을 진행한다. 2016년 기준 3월 5-6일에 열렸으며International Open Data Day와 동시에 열린다. 코드포서울과 코드포인천 등 국내 코드포 커뮤니티도 참여한다.

- NYC BigApps: 뉴욕시에서 주관하는 시빅 해킹 대회로 뉴욕시의 공공 데이터를 프로그래머, 디자이너, 개발자, 기업가들에게 제공하고 도시 문제를 해결하는 서비스를 만들도록 한다. 일부 서비스는 상용화되기도 했다.

## 한국 사례

### 프로젝트
- 코로나 확산 지도: 코로나19 현황 및 확진자 동선을 직접 지도에 표시를 해주는 서비스이다. 대표적으로 '코로나맵', '유바이러스', '코로나 라이브'등이 있다.

- 메르스 확산지도:  언론보도와 정부 공식 발표를 참고하여 메르스 발병 상황 및 발병 환자 수용 병원 현황을 직접 지도에 표시해주는 서비스이다. 2015년 대한민국 중동호흡기증후군 유행 당시 정부가 메르스 발병 병원 정보를 투명하게 알리고 있지 않다는 의혹에서 시작하여 한 시민이 직접 제작하여 운영하였다. 마리아DB, 시나트라, 앵귤라JS, 유니콘, 엔진엑스의 기술을 사용하여 구축했다. 페이스북과 구글 지도의 공개API 또한 사용했다. 제보는 정부 데이터가 아닌 민간 제보를 활용했으며, 개발자가 직접 메일 또는 제보를 받은 뒤 루머 신고 5회 이상이 접수되면 삭제하도록 만들었다.[17] 6월 10일 자정을 기준으로 서비스가 종료된 상태이다.

- 고위공직자 재산 공개: 고위공직자들의 공시 재산 데이터를 재가공하여 재산 형성 과정, 현재 공시 재산 등을 확인할 수 있는 사이트이다. #코드나무가 뉴스타파와 함께 제작했다. 대한민국 전자 관보에 업로드된 자료를 활용하여 고위공직자의 재산형성과정을 공개하였다.[18]

- 지켜보고 있다 대한민국 재정 프로젝트: 국가 재정의 투명성을 높이기 위한 민-관 협력 프로젝트이다. 공개된 정부의 재정 정보를 가공하여 어려운 재정 정보의 이해를 돕거나 재정 데이터를 보다 쉽게 활용할 수 있도록 데이터(row data) 아카이빙, 데이터 분석, 시각화 등을 진행한다. 결과로 재정자립도 시각화 프로젝트, 우리 지역 채무 탈출, Shoveling 등을 만들었다.[19]

- 대한민국 지도 데이터형 변환: 행정동을 기반으로 한 대한민국 지도를 GeoJSON(GeoServer), TopoJSON 등 다양한 형태로 변환하여 사용하기 쉽게 만들었다. 깃허브에서 해당 프로젝트를 다운로드 받으면 용도에 따라 다양하게 행정동 별로 데이터 시각화 방식을 바꿀 수 있다. #팀포퐁이 제작하였다.

- 대한민국 정치의 모든 것: 정치인, 의안 정보, 회의록, 정당 정보를 손쉽게 탐색할 수 있는 사이트다. '정치인' 탭에서는 의원 별로 기본정보, 입법활동 내역, 발언 내역, 검색추이 등을 확인할 수 있다. '의안' 탭에서는 새로 발의된 의안 및 수정내역을 확인할 수 있다. '회의' 탭은 국회 회의 일정을 알려준다. '정당' 탭에서는 1대부터 18대 국회까지 참여 정당을 실었으며 각 정당 별 의원을 확인할 수 있다. '지역' 탭에서는 지역별 출마자와 거주 의원을 볼 수 있다. #팀포퐁이 제작하였다.

- 안심이: 옛 안심병원이 이름을 바꾼 서비스로 항생제처방률, 주사제처방률 별로 병원 별 등급을 매겨 제공한다. 2012년 공공데이터캠프에서 구상되어 지금에 이르고 있다.

- 서울버스앱: 서울시 및 수도권 버스 도착 정보를 알려주는 모바일 애플리케이션이다. 교통 관련 앱이 많던 2009년 공익성을 가지고 출시되어 큰 인기를 끌었다. 서울시 교통정보과 공개API를 활용하여 제작하였다. 현재 다음에 인수된 상태이다.[20]

### 행사
- 아트센터 나비 시빅 해커톤: 도시 블랙아웃(정전)이 되었을 때 어떻게 대처해야 할지 방안을 고민한 시빅 해커톤으로 아트센터 나비가 주관하였다. 도시의 대정전사태를 대비하거나 정전사태에서 생존할 수 있는 도구를 만드는 것을 목적으로 2016년 4월 진행되었다.

## 비판 및 한계
시빅해킹에 대한 비판은 주로 시빅해킹 활동의 정치적 성향이 불확실하다는 것과 풀뿌리 민주주의 운동과는 거리가 있다는 점에서 출발한다. Evgeny Morozov는 시빅 해킹이 실리콘 밸리에서 시작된 과학주의(실증주의문서 참고)의 일종이라고 비판하였다. 또 시빅 해킹활동에서 사회적 문제를 정의하는 것은 시민이나 정부가 아니라 프로그래머들이다. 그 해결 방법 역시 프로그래머들의 기술적 해결에 의존한다.